# Moniatis
Moniatis (gr. Μονιάτης) – wieś w Republice Cypryjskiej, w dystrykcie Limassol. W 2011 roku liczyła 275 mieszkańców. Położona jest na przedgórzu.

## Klimat
| Miesiąc                                     | Sty  | Lut  | Mar  | Kwi  | Maj  | Cze  | Lip  | Sie  | Wrz  | Paź  | Lis  | Gru  | Roczna |
| ------------------------------------------- | ---- | ---- | ---- | ---- | ---- | ---- | ---- | ---- | ---- | ---- | ---- | ---- | ------ |
| Średnie temperatury w dzień [°C]            | 13.6 | 13.9 | 17.1 | 21.5 | 27.0 | 31.5 | 34.6 | 34.3 | 31.2 | 26.8 | 20.2 | 15.2 | 23,9   |
| Średnie dobowe temperatury [°C]             | 8.4  | 8.5  | 10.9 | 14.8 | 19.6 | 23.8 | 26.8 | 26.5 | 23.4 | 19.7 | 14.1 | 10.0 | 20,4   |
| Średnie temperatury w nocy [°C]             | 3.2  | 3.1  | 4.7  | 8.0  | 12.2 | 16.1 | 18.9 | 18.7 | 15.7 | 12.5 | 8.1  | 4.7  | 10,5   |
| Opady [mm]                                  | 118  | 89.0 | 70.3 | 38.4 | 20.1 | 27.2 | 4.9  | 10.3 | 11.7 | 25.7 | 93.9 | 144  | 653    |
| Średnia liczba dni z opadami                | 10.3 | 9.1  | 8.4  | 5.5  | 2.7  | 2.1  | 0.7  | 1.1  | 1.4  | 3.3  | 7.0  | 9.2  | 60,9   |
| Średnie usłonecznienie [h]                  | 143  | 168  | 214  | 261  | 310  | 351  | 363  | 347  | 300  | 248  | 165  | 124  | 2994   |
| Źródło: Department of Meteorology of Cyprus |      |      |      |      |      |      |      |      |      |      |      |      |        |